# Дамартен сир Тижо
Дамартен сир Тижо (фр. Dammartin-sur-Tigeaux) насеље је и општина у Француској у региону Париски регион, у департману Сена и Марна која припада префектури Провен.
По подацима из 2011. године у општини је живело 913 становника, а густина насељености је износила 81 становника/km². Општина се простире на површини од 9,04 km². Налази се на средњој надморској висини од 91.50 M метара (максималној 133 M m, а минималној 50 M m).

## Демографија
| 1962. | 1968. | 1975. | 1982. | 1990. | 2011. |
| ----- | ----- | ----- | ----- | ----- | ----- |
| 424   | 408   | 476   | 500   | 593   | 913   |

График промене броја становника у току последњих година